# Panzergrenadier Division Großdeutschland

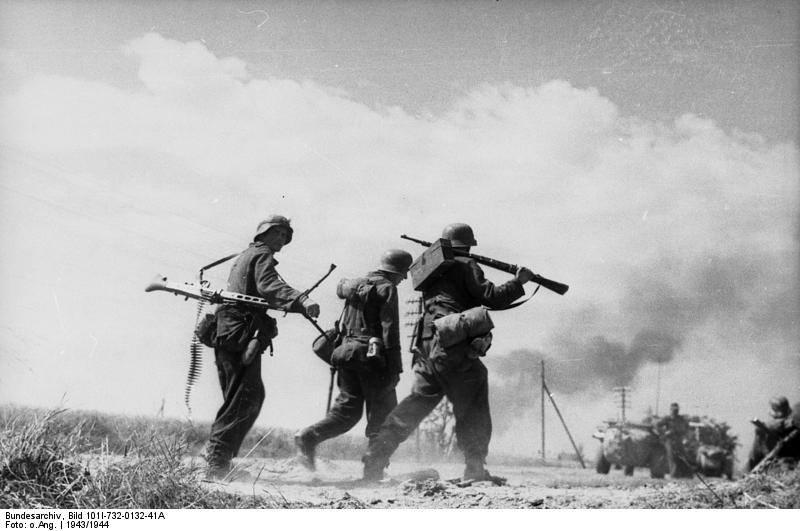
Militares da Divisão Großdeutschland em ação na Rússia, em 1943.

A Panzergrenadier-Division Großdeutschland foi uma divisão militar que serviu no Exército alemão durante a Segunda Guerra Mundial. Foi criada como uma unidade de infantaria motorizada no mês de abril de 1942, sendo reorganizada numa divisão Panzergrenadier no mês de maio de 1943.

## Comandantes
| Comandante                                     | Data                                           |
| Infanterie-Division Großdeutschland mot        | Infanterie-Division Großdeutschland mot        |
| ---------------------------------------------- | ---------------------------------------------- |
| General der Infanterie Walter Hörnlein         | 1 de abril de 1942 - 4 de março de 1943        |
| General der Panzertruppen Hermann Balck        | 4 de março de 1943 - 19 de maio de 1943        |
| Panzergrenadier-Division Großdeutschland       |                                                |
| General der Panzertruppen Hermann Balck        | 19 de maio de 1943 - 30 de junho de 1943       |
| General der Infanterie Walter Hörnlein         | 30 de junho de 1943 - 1 de fevereiro de 1944   |
| General der Panzertruppen Hasso von Manteuffel | 1 de fevereiro de 1944 - 1 de setembro de 1944 |
| Generalmajor Karl Lorenz                       | 1 de setembro de 1944 - 1 de fevereiro de 1945 |
| Generalmajor Hellmuth Mäder                    | 1 de fevereiro de 1945 - 8 de maio de 1945     |

## Oficiais de operações
| Major Cord von Hobe               | 1 de abril de 1942-15 de dezembro de 1942 |
| Oberstleutnant Oldwig von Natzmer | 15 de dezembro de 1942-19 de maio de 1943 |

## Área de operações
| Alemanha                       | abril de 1942 - junho de 1942       |
| Frente Oriental, setor sul     | junho de 1942 - setembro de 1942    |
| Frente Oriental, setor central | setembro de 1942 - dezembro de 1942 |
| Frente Oriental, setor sul     | dezembro de 1942 - maio de 1943     |
| Frente Oriental, setor sul     | maio de 1943 - fevereiro de 1944    |